# Bäcktjärnen, Västerbotten
Bäcktjärnen är en sjö i Umeå kommun i Västerbotten och ingår i Sävaråns huvudavrinningsområde. Bäcktjärnen ligger i Sävarån Natura 2000-område.